# 大乗の乱
大乗の乱（だいじょうのらん）は、中国北魏の宗教反乱である。

## 概要
人を殺せば殺すほど、教団内での位が上がるという教説に従った殺人集団であり、その背景には弥勒下生信仰があるとされる。また、同時期に中国に伝来していたとされるマニ教によるとする説もある。北魏の正史である『魏書』が、その顛末を伝える一次資料である。
515年（延昌4年）6月、沙門の法慶が冀州で反乱を起こし、渤海郡を破り、阜城県の県令と官吏を殺害した。法慶は自らを「大乗」と称した。
それより先に、法慶は幻術をよくし、渤海郡の人であった李帰伯の一族を信徒とし、法慶が李帰伯に対して「十住菩薩・平魔軍司・定漢王」という称号を与えた。その教えでは、一人を殺すものは一住菩薩、十人を殺すものは十住菩薩であるという。また狂薬を調合し、肉親も認知できない状態にして、ただ殺害のみに当たるようにさせた。
冀州刺史の蕭宝寅が征討を図ったが敗れた。凶徒は5万余人に及び、至る所で寺舎を破壊し、僧尼を惨殺し、経像を焼き捨てた。そのスローガンは「新仏が世に出んとす、旧魔を除き去れ」というものであったという。
7月、征北大将軍に任じられた元遥が討伐に向かった。元遥は、反乱の徒を撃破して鎮圧し、法慶と妻で尼の恵暉ら数百人を斬り、その首を都に送った。李帰伯も後に捕らえられ斬殺された。